# Rainer Bensch

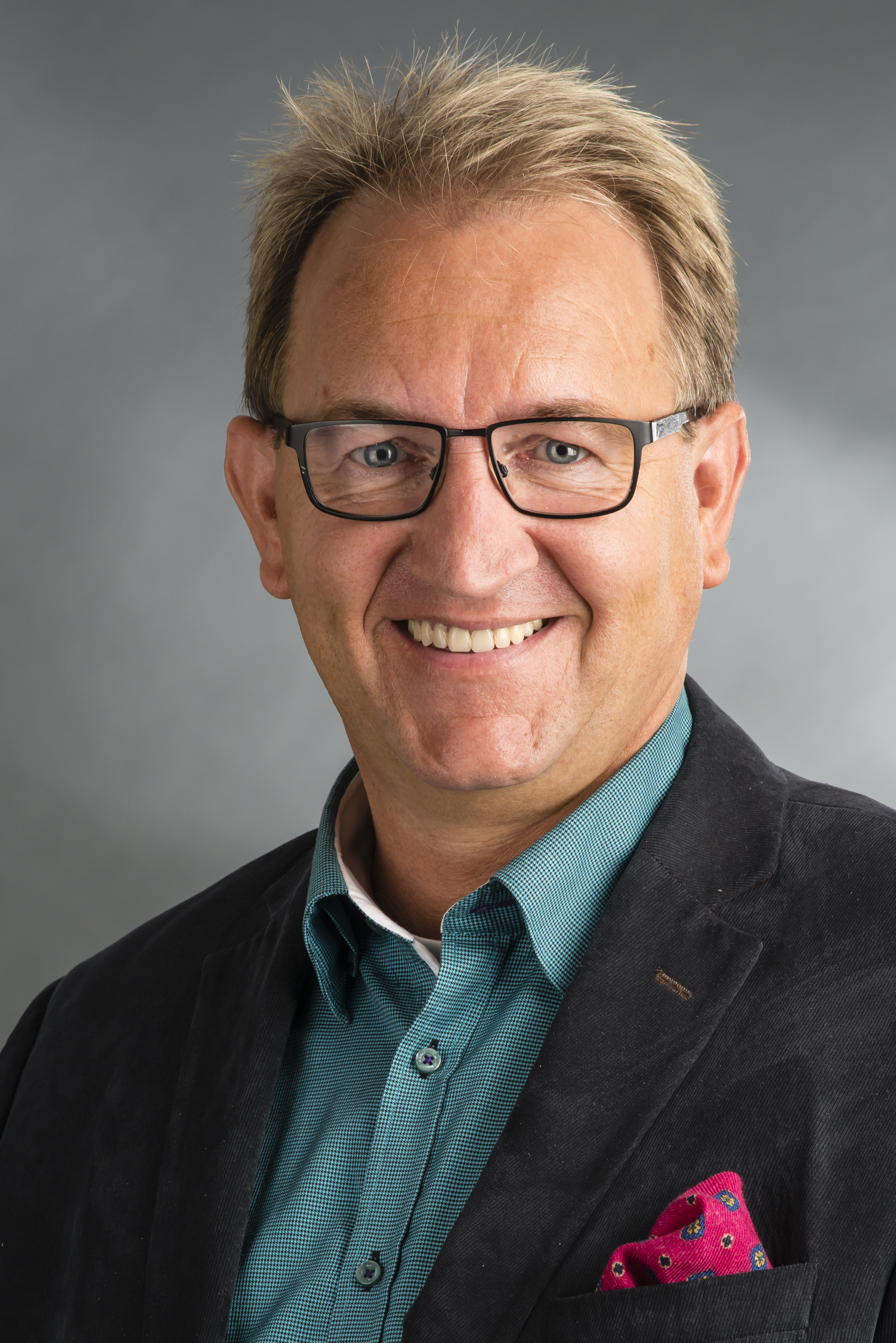
Rainer Bensch 2015

Rainer Bensch (* 18. September 1964 in Bremen) ist ein deutscher Politiker (CDU) und Abgeordneter der Bremischen Bürgerschaft.

## Biografie

### Ausbildung und Beruf
Bensch absolvierte bis zum Abitur ein Gymnasium. Er war von 1984 bis 1996 Soldat auf Zeit und dabei als Ausbilder im Bereich der Unteroffizierausbildung tätig. Seit 1996 ist er Angestellter bei der Bremer Heimpflege und dort als Pflegebereichsleiter und examinierter Altenpfleger tätig. Seit der Ausübung seines Abgeordnetenmandats in Teilzeit beschäftigt. Pflege und Betreuung von Multiple Sklerose-Erkrankten, Menschen mit Demenz und Tagespflege-Gästen. Von 2005 bis 2009 belegte er an der Fernhochschule Hamburg ein berufsbegleitendes Fernstudium der Gesundheitswissenschaften und des Pflegemanagements, das er mit dem akademischen Grad Diplom-Pflegewirt (FH) abschloss. Neben der Tätigkeit in der stationären Pflege ist er freiberuflich als Berater und Dozent tätig.
Bensch ist verheiratet und hat zwei Kinder. Er wohnt in Bremen-Blumenthal.

### Politik
1991 trat Bensch in die CDU und 1999 in die Christlich-Demokratische Arbeitnehmerschaft (CDA) ein. Er war von Februar 2013 bis September 2020 Vorsitzender des CDU-Kreisverbandes Bremen-Nord und Mitglied im CDU-Landesvorstand Bremen. Von 2002 bis 2013 war er Mitglied im Bundesvorstand der CDU-Sozialausschüsse (CDA).
Im Juli 2005 trat Bensch für den durch Verzicht ausgeschiedenen Abgeordneten Jörg Jäger in die Bremische Bürgerschaft ein und schied nach Ausscheiden der CDU aus der Regierung im Juni 2007 für ein Senatsmitglied wieder aus.
 
Im Januar 2010 ist er für den ausgeschiedenen Abgeordneten Hartmut Perschau in die Bürgerschaft nachgerückt. 
Er wurde in der 18. bis 20. Wahlperiode ab 2011 erneut im Rahmen des Persönlichkeitswahlrechts in die Bürgerschaft gewählt.
 
Innerhalb der CDU-Fraktion leitet er den Fraktionsarbeitskreis Soziales, der sich mit den Politikfeldern Gesundheit, Verbraucherschutz, Soziales, Jugend, Integration, Arbeit und Gleichstellung befasst.

Zuletzt war Bensch vertreten im
Haushalts- und Finanzausschuss (Land und Stadt),
Rechnungsprüfungsausschuss (Land und Stadt), im
Controllingausschuss (Land und Stadt) sowie in der
staatlichen und städtischen Deputation für Gesundheit.
Für die CDU-Fraktion in der Bremischen Bürgerschaft ist Rainer Bensch Sprecher für Gesundheit, Krankenhäuser und seit 2023 Pflege. Zudem ist er Mitglied der Besuchskommission nach dem PsychKG, die unangekündigt die psychiatrischen Einrichtungen besucht und kontrolliert. Er war Mitglied im Landes-Psychiatrieausschuss der Freien Hansestadt Bremen.
Obmann der CDU-Fraktion im Parlamentarischen Untersuchungsausschuss Krankenhauskeime (November 2011 bis Januar 2013). Obmann der CDU-Fraktion im Parlamentarischen Untersuchungsausschuss Krankenhausneubau (Juli 2014 bis März 2015). Rainer Bensch ist Mitglied in zahlreichen Organisationen und Vereinen im vorpolitischen Raum. 
Bensch ist Mitgründer der gesundheitspolitischen Plattform www.bremenabergesund.de. 
Seit September 2024 gehört Rainer Bensch dem Expert:innenrat des Instituts für Pflege, Altern und Gesundheit an. Die Ziele, Visionen und Mitglieder des Think Tanks sind auf der Website www.i-pag.de veröffentlicht. 
Bei der Wahl zur Bremischen Bürgerschaft am 14. Mai 2023 wurde Bensch erneut in den Landtag der Freien Hansestadt Bremen, der Bremischen Bürgerschaft, gewählt.
Für die neue Legislaturperiode der Bremischen Bürgerschaft wurde Bensch in folgende Funktionen gewählt: Vorsitzender des Arbeitskreises Soziales und Gesundheit, Fraktionssprecher für Gesundheit, Krankenhäuser und Pflege. Mitglied im Fraktionsvorstand der CDU-Bürgerschaftsfraktion. Parlamentarische Gremien: Bensch ist Mitglied im Haushalts- und Finanzausschuss, im Controllingausschuss sowie im Rechnungsprüfungsausschuss der Bürgerschaft. 